# Abd ar-Rahman Arif

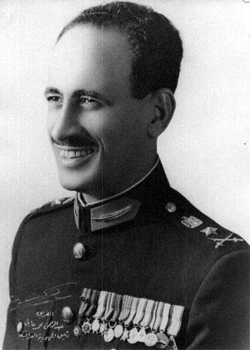
Abd ar-Rahman Arif

Hadsch Abd ar-Rahman Muhammad Arif al-Dschumaili (englisch Hajj Abdul Rahman Mohammed Arif Aljumaily, arabisch عبد الرحمن عارف, DMG ʿAbd ar-Raḥman ʿĀrif; * 1916 in Bagdad; † 24. August 2007 in Amman) war ein irakischer Heeresoffizier und Politiker. Vom 16. April 1966 bis zum 17. Juli 1968 war er Staatspräsident des Irak und 1967 kurzzeitig in Personalunion auch Premierminister.

## Leben
Ab 1936 hatte Arif die Militärhochschule in Bagdad besucht und 1958 zusammen mit seinem jüngeren Bruder Abd as-Salam Arif sowie Abd al-Karim Qasim an der irakischen Revolution teilgenommen. Er wurde 1961 als Brigadegeneral der Panzertruppen zunächst entlassen. Seit Qasims Sturz durch Abd as-Sallam Arif und die Baath-Partei 1963 hatte er wieder führende Armeeposten inne, nach dem Militärputsch vom 18. November 1963 als Generalstabschef. Als Stellvertreter seines Bruders und mit Hilfe der Republikanischen Garden konnte Arif im September 1965 einen nasseristischen Putschversuch niederschlagen, doch im April 1966 kam sein Bruder und Präsident bei einem Hubschrauberabsturz ums Leben, und im Juli 1966 putschten die Nasseristen um Arif Abd ar-Razzaq erneut.
Die Wahl Abd ar-Rahmans zu Abd as-Sallams Nachfolger erfolgte zwar auf Betreiben des zivilen Premiers Abd ar-Rahman al-Bazzaz, muss aber als Kompromiss- und Notlösung rivalisierender Militärs angesehen werden. Unter deren Druck entließ Arif den zivilen Premier und berief eine Militärregierung unter Nadschi Talib, die die von Bazzaz unternommenen Friedens- und Autonomie-Verhandlungen mit den Kurden beendete.
Von Mai bis Juli 1967 übernahm Präsident Arif die Funktion des Regierungschefs und ist somit für die arabische Niederlage im Sechstagekrieg mitverantwortlich. Es gelang der rechtzeitig aufgestiegenen irakischen Luftwaffe, angreifende israelische Jäger abzufangen, während 50 Prozent der syrischen Luftwaffe, 75 Prozent der ägyptischen Luftwaffe und 90 Prozent der jordanischen Luftwaffe am Boden zerstört worden waren. An der Golan-Front führten Rivalität und Misstrauen zwischen syrischen und irakischen Militärs zur Katastrophe.

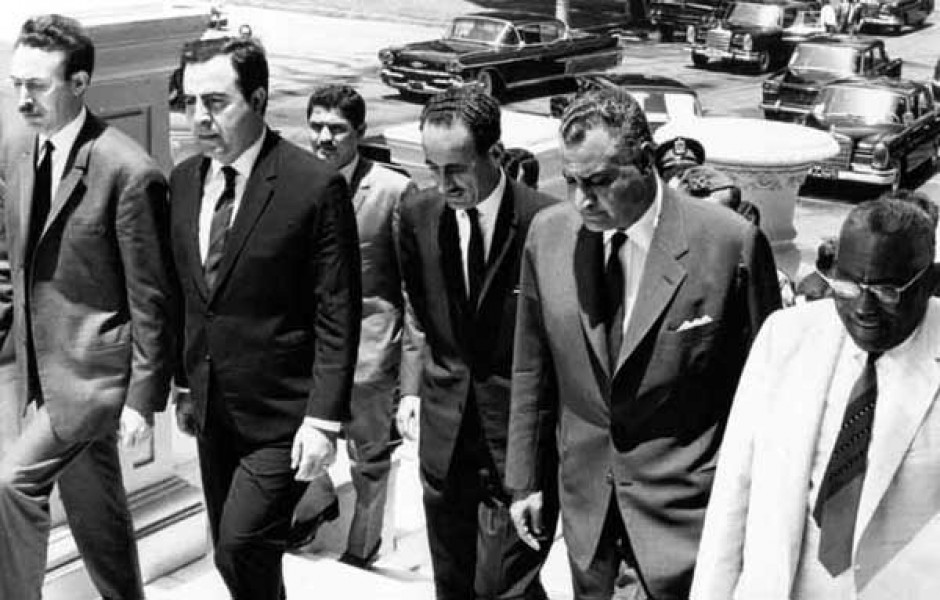
Kairo 1968, von links nach rechts die Präsidenten Boumédiène, Atassi, Arif, Nasser und al-Azhari

Der Korruption sowie der Unzufriedenheit der Militärs und der (seit November 1963 oppositionellen) Baath-Partei wurde er nicht Herr, zumal die Arifs der Baath-Partei nicht grundsätzlich feindlich gegenüberstanden und sich daher inkonsequent ihr gegenüber verhielten. Die Berufung des Ex-Baathisten Tahir Yahya, auf den schon sein Bruder gesetzt hatte, zum Premier sowie die Beförderung des treuen Obristen Said Slaibi zum General stabilisierten das Arif-Regime nicht mehr, schließlich fiel auch die Republikanische Garde ab.
Am 17. Juli 1968 wurde Arif von putschenden Baath-Offizieren verhaftet. Ein Revolutionärer Kommandorat unter Ex-Premier Ahmad Hasan al-Bakr übernahm die Macht.
Der Staatsstreich verlief unblutig. Arif wurde in sein Haus gebracht, dort ließen ihm die Putschisten einen Kaffee servieren und drängten ihn, sich vor seinem Flug ins Exil noch etwas auszuruhen. Am nächsten Tag verabschiedete sich Arif von den Putschisten mit Handschlag, wünschte ihnen Erfolg und flog nach London.
Nach einigen Jahren Asyl in Großbritannien kehrte Arif 1988 auf Einladung von al-Bakrs Nachfolger Saddam Hussein in den Irak zurück und erhielt in Bagdad eine Beamtenpension. Diese wurde auch nach dem Sturz des Baath-Regimes 2003 durch die neue, von den USA eingesetzte Regierung Iraks bestätigt, obwohl der greise Arif noch bei der Präsidentenwahl 1995 Saddam Hussein gratuliert und durch einen medienwirksamen Handschlag dieser manipulierten Abstimmung eine gewisse Legitimation verliehen hatte.
Am 24. August 2007 starb Arif 91-jährig in Amman, Jordanien, wo er seit dem Jahr 2004 lebte.